# Берни Ривјер
Берни Ривјер (фр. Berny-Rivière) насеље је и општина у североисточној Француској у региону Пикардија, у департману Ен (Пикардија) која припада префектури Соасон.
По подацима из 2011. године у општини је живело 622 становника, а густина насељености је износила 79,03 становника/km². Општина се простире на површини од 7,87 km². Налази се на средњој надморској висини од 49 метара (максималној 140 m, а минималној 36 m).

## Демографија
| 1962. | 1968. | 1975. | 1982. | 1990. | 1999. | 2011. |
| ----- | ----- | ----- | ----- | ----- | ----- | ----- |
| 415   | 439   | 446   | 480   | 528   | 582   | 622   |

График промене броја становника у току последњих година